# Bataille de Martigné-Briand
Guerre de Vendée
La bataille de Martigné-Briand se déroula lors de la guerre de Vendée.

## Prélude
Afin de secourir Lescure contre les troupes de Westermann à Châtillon, Henri de La Rochejaquelein avait dû évacuer Saumur. Les Républicains commandés par Biron-Lauzun,  La Barollière et Berthier qui avait réorganisé les troupes à Tours, purent donc reprendre la ville sans combat.

## La bataille
Début juillet 1793,  la division de La Barollière pénétra dans l'Anjou insurgé où elle commit tant de pillages que La Barollière demanda à être remplacé. Mais le 15 juillet, la division fut attaquée par 16 000 hommes commandés par Bonchamps, Lescure, La Rochejaquelein et Marigny.
La bataille eut lieu à Martigné-Briand sous une chaleur étouffante. Rapidement, l'avant-garde républicaine fut battue et perdit 3 canons. La Barollière parvint cependant à rétablir la situation en lançant la charge de deux escadrons de hussards. Cependant le général Marigny, qui avait pris la tête de la cavalerie, fit une fausse manœuvre et se retrouva face à sa propre infanterie. Les fantassins vendéens crurent qu'ils étaient chargés par des hussards républicains et prirent la fuite. Ce mouvement de panique provoqua la victoire des Républicains qui, surpris, ne songèrent pas à poursuivre.

## Conséquences
Selon les états, cependant incomplets, du 14e bataillon de Paris, dit de la République, anciennement des Piquiers, Vignot, le commandant en second du bataillon, est tué et un volontaire est blessé mortellement.
Le général La Barollière put ainsi occuper Vihiers. Cependant le temps des moissons arrivait et les paysans-soldats vendéens durent retourner à leurs champs pendant quelques jours, de plus Lescure qui avait bu de l'eau trop froide avait eu un malaise et le général Bonchamps avait été blessé d'une balle au coude, il fut forcé de se retirer au château de Jallais pour y être soigné. L'évacuation de ces deux généraux blessés lors des combats avait porté un rude coup au moral des Vendéens pendant la bataille.

## Sources
- Yves Gras, La guerre de Vendée : 1793-1796, Paris, Economica, coll. « Campagnes et stratégies », 1994, 184 p. (ISBN 978-2-7178-2600-5), p. 55-56.
- (en) Jean Tabeur (préf. Jean Tulard), Paris contre la Province, les guerres de l'Ouest, Paris, Economica, coll. « Campagnes & stratégies. Les grandes batailles » (no 70), 2008, 286 p. (ISBN 978-2-7178-5641-5), p. 111-112.
- Charles-Louis Chassin et Léon Hennet, Les volontaires nationaux pendant la Révolution, t. II, L. Cerf (Paris), 1902, p. 354. lire en ligne sur gallica